# 断腸亭日乗
『断腸亭日乗』（だんちょうていにちじょう）は、永井荷風の日記。1917年（大正6年）9月16日から、死の前日の1959年（昭和34年）4月29日まで、激動期の世相とそれらに対する批判を、詩人の季節感と共に綴り、読み物としても、近代史の資料（敗戦日記）としても、荷風最大の傑作とする見方もある。

## 小史
1917年、37歳時点での荷風は、すでに文名を確立した新進作家であった。前年に慶應義塾大学教授を辞め、かつては両親弟らと暮らした東京市牛込区大久保余丁町（現、新宿区余丁町）に戻り、邸内の一隅を（腸に持病のある故をもって）『断腸亭』と名付けた、自らを断腸亭主人と称した。庭先に秋海棠を植えた。それの別名も『断腸花』である。また『日乗』とは日記の別名である。
1917年分を第一巻、1918年分を第二巻……とし、和紙に墨書して綴じたが、敗戦の1945年秋以降は仮綴じとなり、さらに1947年以降は大学ノートでのペン書きとなった。
戦後公刊に至るまで、（戦前は）当局の筆禍を怖れ、知友にも見せなかった。製本の師に対してさえ、そうだった。荷風が日記を付けているとの噂がもれ、危険な記述を消し、下駄箱に隠して外出するなど用心したが、やがてその怯懦を恥じて廃した。
名文と評される漢文調で綴られている。その日の天候、家事、来客、出版の商談、外出、食事、交友、散策先の状況、巷の風景、風俗、世相、噂、物価、体制批判、読書、読後感などを記し、時に筆書きのスケッチ・地図も添える。交友の相手には女性も、外出先には遊郭・赤線地帯もあり、馴染んだ女性の名を列記してもいる。また、人の好悪が激しかったため、敵視していた菊池寛など気に入らない作家たちへの罵倒の言葉も綴られている。
晩年まで読書を怠らず、江戸後期の版本とフランス語原書の文学作品を読んだ記述が多数ある。対人関係（佐藤春夫・平井呈一など）に潤色があるとされるが、太平洋戦争末期の破滅的な生活風俗と荒み行く人心の記録は、『後車の戒』（『後世への戒め』）としても読みうる。『断腸亭日乗の頂点は、1945年3月9日、自宅の偏奇館焼亡の記述』とする論者が多い。
東京大空襲後の罹災の逃避行でも、日記原稿を携え記述を続けた。1949年頃までは、読者を引き込ませる中身があるが、以降（とりわけ後半の数年間）は、没する前日まで、ほぼ一日一行の記述のみになっている。

## 刊行書誌
- 『荷風日歴』〈上・下〉、扶桑書房（1947年）：1941 - 44年分の抄録
- 『罹災日録』、扶桑書房（1947年）：1945年分の抄録
- 『断腸亭日乗』、荷風全集「第19巻 - 22巻」 中央公論社（1951 - 52年）：1917 - 45年分を抄録
- 『荷風戦後日歴』／「裸体」中央公論社（1954年）に所収：1946 - 48年分の抄録
- 『荷風戦後日歴』〈第1・2巻〉／「葛飾こよみ」毎日新聞社（1956年）に所収：1946 - 48年分の抄録
- 『永井荷風日記』〈全7巻〉、東都書房（1958 - 59年）：1919 - 48年分を抄録
- 『荷風全集』、岩波書店（全28巻、1962 - 65年／第二次版〈全29巻〉、1971 - 74年）
「断腸亭日乗　第19巻 - 第24巻」（1917年～1959年）
- 『断腸亭日乗』〈全7巻〉、岩波書店（1980 - 81年、復刊1989年）：上記・全集と同一判型
- 『摘録 断腸亭日乗』〈上・下〉、岩波文庫（1987年／ワイド版1991年）
磯田光一編・竹盛天雄解説。
上：ISBN 978-4003104200
下：ISBN 978-4003104217
ワイド版・上：ISBN 978-4000070218
ワイド版・下：ISBN 978-4000070225

平成期以降の出版
- 『新版 荷風全集』、岩波書店（全30巻、1992 - 95年／第二次版（別巻 増補）、2009 - 11年）
「断腸亭日乗　第21巻 - 第26巻」（1917年～1959年）：詳細な注解を収録
- 『新版 断腸亭日乗』〈全7巻〉、岩波書店（2001 - 02年）：上記・新版全集と同一判型
- 『断腸亭日乗』（全9冊）、中島国彦・多田蔵人校注、岩波文庫（2024年7月より刊）：全文を収載し、注解、解説、索引を付した文庫版。
  - 1「大正六 - 十四年」（2024年7月）ISBN 978-4003600481
  - 2「大正十五 - 昭和三年」（2024年10月）ISBN 978-4003600498
  - 3「昭和四 - 七年」（2025年3月）ISBN 978-4003600504

## 関連書籍
- 『永井荷風　断腸亭東京だより』 河出書房新社〈文芸の本棚〉、2014年。ISBN 978-4309023274
- 秋庭太郎『考証 永井荷風』 岩波現代文庫（上下）、2010年。元版・岩波書店、1966年
- 磯田光一『永井荷風』[5] 講談社文芸文庫、1989年。元版・講談社、1979年
- 新藤兼人『「断腸亭日乗」を読む』 岩波現代文庫、2009年。ISBN 9784006021511
- 半藤一利『荷風さんの昭和』 ちくま文庫、2012年。ISBN 978-4480429414
- 半藤一利『荷風さんの戦後』 ちくま文庫、2009年。ISBN 978-4480814784
- 川本三郎『荷風と東京 『断腸亭日乗』私註』[6] 岩波現代文庫（上下）、2009年。ISBN 9784006021535 & ISBN 9784006021542
- 川本三郎『荷風好日』 岩波書店、2002年。岩波現代文庫、2007年。ISBN 978-4006021115
- 川本三郎『荷風の昭和』 新潮選書（前・後篇）、2025年。ISBN 978-4106039270 & ISBN 978-4106039287
- 相磯凌霜『荷風余話』 小出昌洋編、岩波書店、2010年。ISBN 978-4000224987
- 高橋英夫『文人荷風抄』 岩波書店、2013年。ISBN 978-4000246842
- 百足光生『荷風と戦争　断腸亭日乗に残された戦時下の東京』国書刊行会、2020年。ISBN 978-4336065735
- 吉野俊彦『「断腸亭」の経済学　荷風文学の収支決算』[7] NHK出版、1999年